# Choerodon melanostigma
Choerodon melanostigma là danh pháp đồng nghĩa của Choerodon zamboangae, một loài cá biển thuộc chi Choerodon trong họ Cá bàng chài.

## Phân loại học
Mẫu định danh (holotype) và các mẫu phụ chuẩn (paratype) của C. melanostigma được thu thập từ một chợ cá trên đảo Jolo (thuộc quần đảo Sulu, Philippines). Những mẫu vật này của C. melanostigma có kích thước nhỏ hơn C. zamboangae, và có thêm một vệt hình nêm sẫm màu giữa thân. Về mặt hình thái học, cả hai danh pháp đều chỉ cùng một loài. Rudie H. Kuiter (2010), Gerald R. Allen và Mark V. Erdmann (2012) cũng khẳng định rằng, vệt sẫm màu này chỉ xuất hiện ở cá con và cá cái, không được nhìn thấy ở cá đực. Vì vậy, C. melanostigma chỉ là danh pháp đồng nghĩa của C. zamboangae.

### Trích dẫn
- Gomon, Martin F. (2017). "A review of the tuskfishes, genus Choerodon (Labridae, Perciformes), with descriptions of three new species" (PDF). Memoirs of Museum Victoria. Quyển 76. tr. 1–111. doi:10.24199/j.mmv.2017.76.01.